# 福綸布
福綸布（？—？），滿洲人，清朝政治人物。
乾隆五十一年，接替陳大年。擔任江蘇荆溪縣知縣攝任。后由许堃接任。
福纶布曾于接替马夔陛任兴化府知府一职，由周世棨接任。